# Petites Images
Ne doit pas être confondu avec Petites Images (en voyage).
Petites Images (Маленькие картинки) est un court récit de l'écrivain russe Fiodor Dostoïevski, publié en juillet 1873 dans son Journal d'un écrivain.

## Éditions françaises
- Dernières Miniatures (cette édition regroupe les courts récits suivants : Bobok, Petites Images, Le Quémandeur, Petites Images (En voyage), Le Garçon "à la menotte" , Le Moujik Maréi, La Centenaire, Le Triton), traduites par André Markowicz, Arles, Éd. Actes Sud, Collection Babel, 2000.  (ISBN 2 7427 3106 7)